# 碑垭乡
碑垭乡，是中华人民共和国四川省广元市剑阁县曾经下辖的一个乡。2020年5月，原碑垭乡大垭村1、2、3、4、5、6、7、8、10、11组所属行政区域划归公兴镇管辖。

## 行政区划
碑垭乡撤销前下辖以下地区：
小碑村、松柏村、大垭村、山峰村、刘家村和先锋村。